# Lückenmühle
Das weilerartige Dorf Lückenmühle ist ein Ortsteil der Gemeinde Remptendorf im Saale-Orla-Kreis in Thüringen.

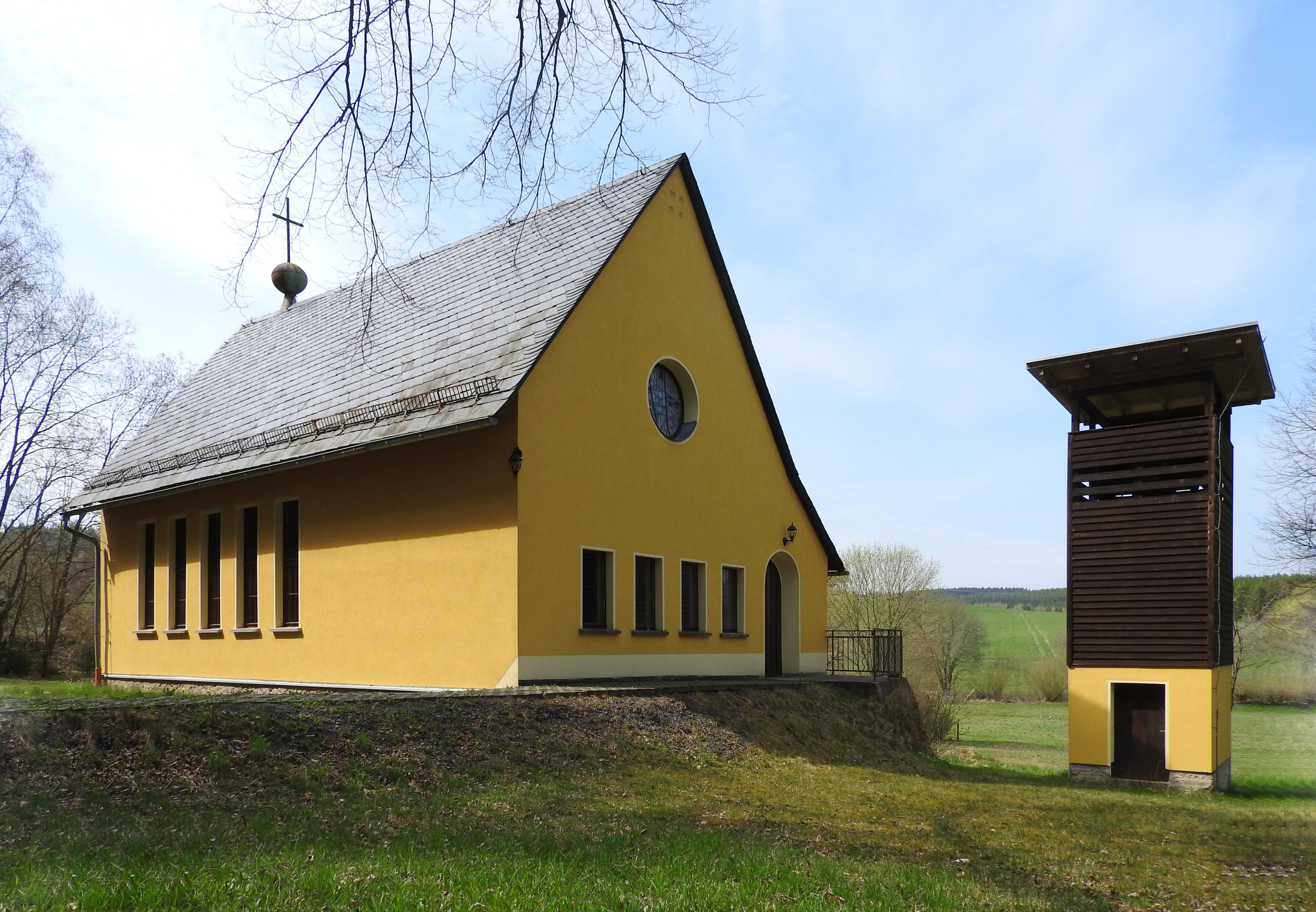
St.-Michaels-Kirche

## Geografie und Geologie
Abseits der Hauptverkehrsadern liegt inmitten von Wäldern und Wiesen das Dorf Lückenmühle in einem muldenartigen Hochplateau des Südostthüringer Schiefergebirges. Die Landesstraße 1100 verbindet den Ort mit dem übrigen Verkehrsnetz.
Nachbarorte sind im Westen Thimmendorf, im Norden Weisbach und im Osten Remptendorf.

## Geschichte
Lückenmühle wurde 1624 urkundlich ersterwähnt.
Am Wege von Weisbach nach Lückenmühle lag eine kleine Burg, die später in einem Freihof aufging. Es handelte sich wohl um einen befestigten Herrensitz. Reste der Anlage sind noch erkennbar.
Jetzt steht dort das Mutter-Kind-Kurhaus Lückenmühle.
Die St.-Michaels-Kirche wurde 1968 erbaut.
In der Joachimsmühle unterhielt zu DDR-Zeiten der VEB Starkstrom-Anlagenbau Leipzig/Halle das Kinderferienlager Lore Schacht.
In Lückenmühle werden auch Ferien auf dem Bauernhof angeboten.
Traditionell wird im Dorf Land- und Forstwirtschaft betrieben.
Darüber hinaus gibt es ein Sägewerk.

## Verkehr
Der Bahnhof Lückenmühle lag an der stillgelegten Bahnstrecke Triptis–Marxgrün.
Im Jahresfahrplan 2023 ist Lückenmühle durch nachfolgende Buslinien der KomBus an den ÖPNV angebunden:
- Linie 620: Naila – Bad Lobenstein – Remptendorf – Lückenmühle – Ziegenrück
- Linie 630: Bad Lobenstein – Ruppersdorf – Lückenmühle – Remptendorf